# Tordai Jolán
Tordai Jolán (Nyíregyháza, 1920 – Budapest, 2010) író, költő.

## Életpályája
Verseket és novellákat írt, amelyeket rendszeresen közölt a Nők Lapja. El akarták küldeni újságíró-iskolába, de ő nem vállalta. Azonban az írás életének minden állomásán elkísérte. A Nők Lapjánál Balázs Anna és Bars Sára bátorították. Ennek hatására adott ki néhány, gyermekeknek szóló verseskötetet. Később több kiadó megkereste, és rendszeresen publikált verses meséket éves kiadványokban. Idősebb korában meghívták iskolákba, ahol saját verseit adta elő.Hosszú életet élt.

## Kötetei
- A kismadár, a boszorkány és a jóságos tündér. Alterra Kiadó, 1997
- Fakarika. Littera Nova Kiadó, 1999